# Limnophora wittei
Limnophora wittei är en tvåvingeart som först beskrevs av Zielke 1971.  Limnophora wittei ingår i släktet Limnophora och familjen husflugor.
Artens utbredningsområde är Rwanda. Inga underarter finns listade i Catalogue of Life.